# Nam Sơn, Quỳ Hợp
Nam Sơn là một xã thuộc huyện Quỳ Hợp, tỉnh Nghệ An, Việt Nam.
Xã Nam Sơn có diện tích 60,83 km², dân số năm 1999 là 1263 người, mật độ dân số đạt 21 người/km².